# Bernabé Zapata Miralles
Bernabé Zapata Miralles (Valencia, 12 gennaio 1997) è un tennista spagnolo.
Attivo soprattutto in singolare, ha vinto alcuni titoli nei circuiti minori e il suo miglior ranking ATP è stata la 37ª posizione raggiunta nel maggio 2023. Ha disputato due semifinali nel circuito maggiore e il suo miglior risultato nelle prove del Grande Slam è stato il quarto turno raggiunto all'Open di Francia 2022.

## Carriera

### Tra gli juniores e nei primi anni da professionista
Gioca tra gli juniores dal 2013 e il 2015 senza conseguire risultati di rilievo; nel 2013 fa anche le sue prime apparizioni tra i professionisti nei tornei Futures e comincia a giocare con una certa continuità nella seconda parte del 2014. Vince i primi due titoli Futures in singolare nel 2015 e quell'anno conquista anche il suo primo titolo in doppio. Vince altri tre Futures nel 2016 e tre a inizio estate del 2017, raggiungendo una classifica tale da poter frequentare con continuità l'ATP Challenger Tour e disputare alcune qualificazioni nel circuito maggiore.

### 2018-2020, primo titolo Challenger, esordio nel circuito ATP e top 200 del ranking
Nel gennaio 2018 disputa la sua prima semifinale in un torneo Challenger e a marzo abbandona definitivamente i tornei Futures. Dopo essere stato eliminato nei primi quattro tentativi, a maggio supera per la prima volta le qualificazioni in un torneo ATP a Ginevra. Al primo turno del tabellone principale sconfigge Florian Mayer e viene quindi eliminato da Andreas Seppi. Nel prosieguo della stagione non fa sostanziali progressi nel ranking.
Disputa un'altra semifinale Challenger nel gennaio 2019 e, dopo un'altra semifinale persa in maggio, a ottobre disputa la sua prima finale di categoria ad Amburgo e viene sconfitto in tre set da Botic van de Zandschulp, risultato che gli permette di chiudere la stagione entrando per la prima volta nella top 200 del ranking ATP. Il primo successo nei Challenger risale all'agosto 2020 quando sconfigge in finale a Cordenons il connazionale diciassettenne Carlos Alcaraz, nella stessa stagione raggiunge l'incontro decisivo anche a Todi e viene battuto da Yannick Hanfmann.

### 2021, due titoli Challenger e 110º nel ranking
Comincia il 2021 con la quarta finale Challenger in carriera a Quimper e, nonostante la sconfitta per mano di Brandon Nakashima, tocca il suo miglior ranking alla 142ª posizione. In marzo supera le qualificazioni dell'ATP 500 di Dubai sconfiggendo nel turno decisivo il numero 76 del mondo Radu Albot e vince il suo secondo match ATP in carriera eliminando al primo turno il nº 40 del ranking John Millman. In aprile si spinge per la prima volta al terzo turno in un torneo ATP a Barcellona, il mese successivo vince a Heilbronn il suo secondo titolo Challenger battendo in finale Daniel Elahi Galán, e a fine torneo sale alla 126ª posizione. Supera per la prima volta le qualificazioni in una prova del Grande Slam al Roland Garros e si ripete a Wimbledon, e in entrambi i casi perde al primo turno. Ad agosto vince il Challenger di Poznań battendo in finale Jiří Lehečka e sale al 110º posto mondiale. Supera le qualificazioni anche agli US Open, e vince il primo incontro in uno Slam battendo in 5 set Feliciano Lopez al primo turno del main draw.

### 2022, quarto turno al Roland Garros, quarti di finale a Umago e 74º nel ranking
Nella prima parte del 2022 gioca soprattutto nel circuito maggiore e non supera mai il secondo turno, supera per la prima volta le qualificazioni in un Masters 1000 a Monte Carlo ed esce di scena al primo turno. Non consegue successi di grande rilievo nemmeno nei pochi Challenger disputati. A maggio ottiene il risultato più significativo da inizio carriera al Roland Garros, supera le qualificazioni e al primo turno elimina la wild-card Michael Mmoh, al secondo sconfigge in 4 set il nº 14 del mondo Taylor Fritz, ha quindi la meglio al quinto set su John Isner e cede al quarto turno contro il nº 3 Alexander Zverev. Con questi risultati guadagna 33 posizioni nel ranking ed entra per la prima volta nella top 100, al 97º posto, e due settimane dopo sale al 90º. Eliminato al primo turno a Wimbledon, riprende l'ascesa in classifica con buoni risultati nei Challenger. In luglio, eliminando il nº 27 ATP Holger Rune a Umago raggiunge per la prima volta i quarti in un torneo ATP ed esce di scena per mano di Giulio Zeppieri. Due settimane più tardi vince il Meerbusch Challenger e sale alla 74ª posizione mondiale. Al primo turno degli US Open perde al quinto set contro la testa di serie nº 29 Tommy Paul. Nel finale di stagione perde la finale della Copa Sevilla e raggiunge per due volte il secondo turno in tornei ATP.

### 2023, prime semifinali ATP, quarto turno a Madrid, esordio in Davis e top 40
Dopo i deludenti risultati nei primi tornei stagionali, riprende l'ascesa nel ranking a febbraio raggiungendo a Buenos Aires la prima semifinale del circuito maggiore grazie ai successi su Diego Schwartzman e Francisco Cerúndolo, e raccoglie solo 4 giochi contro Carlos Alcaraz. Si spinge fino alla semifinale anche al successivo ATP 500 di Rio de Janeiro e cede al tie-break del set decisivo contro Cameron Norrie dopo aver nuovamente sconfitto Cerúndolo e Albert Ramos Viñolas. Con questi risultati sale a marzo al 41º posto del ranking. Sconfitto al primo turno nei primi Masters 1000 stagionali, sulla terra battuta di Estoril elimina il nº 12 del mondo Hubert Hurkacz ed esce nei quarti per mano di Miomir Kecmanović. A fine aprile vince il suo primo incontro in un torneo Masters 1000 a Madrid superando Mackenzie McDonald al tie-break del set decisivo, al secondo turno elimina il nº 24 ATP Daniel Evans e dopo il successo su Roman Safiullin colleziona solo 4 giochi negli ottavi contro Stefanos Tsitsipas. Al terzo turno degli Internazionali d'Italia vince il primo set contro il nº 3 del mondo Daniil Medvedev, che si impone in rimonta e si aggiudicherà il titolo, a fine torneo porta il best ranking al 37º posto mondiale.
Eliminato al primo turno al Roland Garros e a Wimbledon, perde la finale al Challenger di Iași contro Hugo Gaston. Nei successivi quattro tornei vince in totale solo due match contro giocatori di bassa classifica e perde posizioni nel ranking. Dopo l'eliminazione al secondo turno agli US Open fa il suo esordio nella squadra spagnola di Coppa Davis in occasione della fase a gruppi delle finali, perde il primo incontro che lo vede opposto a Tomas Machac, vince contro il coreano Seong-chan Hong e la Spagna viene eliminata. Perde tutti gli altri incontri disputati a fine stagione.

### 2024
Il periodo negativo continua nei primi mesi del 2024 e già a fine febbraio esce dalla top 100. Ad aprile raggiunge la finale al Challenger di Barcellona e viene sconfitto da Nick Hardt.

## Statistiche
Aggiornate all'8 aprile 2024.

### Tornei minori

#### Singolare

##### Vittorie (12)
| Legenda tornei minori |
| Challenger (4)        |
| Futures (8)           |

| Nº  | Data              | Torneo                                              | Superficie  | Avversario in finale    | Punteggio                |
| 1.  | 19 luglio 2015    | Spain F21, Gandia                                   | Terra rossa | Albert Alcaraz Ivorra   | 1-6, 7-5, 7–6(2)         |
| 2.  | 8 novembre 2015   | Tunisia F30, El Kantaoui                            | Terra rossa | Anis Ghorbel            | 6-4, 6-4                 |
| 3.  | 24 aprile 2016    | Spain F10, Majadahonda                              | Terra rossa | Bastian Malla           | 6(4)–7, 7–6(6), 4-0 rit. |
| 4.  | 21 agosto 2016    | Spain F26, Vigo                                     | Terra rossa | Alberto Brizzi          | 6-3, 6-3                 |
| 5.  | 18 settembre 2016 | Spain F30, Madrid                                   | Terra rossa | Gonzalo Villanueva      | 6-2, 6-1                 |
| 6.  | 25 giugno 2017    | Germany F4, Kaltenkirchen                           | Terra rossa | Nik Razborsek           | 6-4, 7-5                 |
| 7.  | 25 giugno 2017    | Spain F20, Getxo                                    | Terra rossa | Carlos Taberner         | 6-3, 3-6, 6-3            |
| 8.  | 16 luglio 2017    | Spain F21, Gandia                                   | Terra rossa | Sergio Gutierrez-Ferrol | 6-3, 5-7, 7-5            |
| 9.  | 6 settembre 2020  | Internazionali del Friuli Venezia Giulia, Cordenons | Terra rossa | Carlos Alcaraz          | 6-2, 4-6, 6-2            |
| 10. | 16 maggio 2021    | Heilbronner Neckarcup, Heilbronn                    | Terra rossa | Daniel Elahi Galán      | 6-3, 6-4                 |
| 11. | 1º agosto 2021    | Poznań Open, Poznań                                 | Terra rossa | Jiří Lehečka            | 6-3, 6-2                 |
| 12. | 14 agosto 2022    | Meerbusch Challenger, Meerbusch                     | Terra rossa | Dennis Novak            | 6-1, 6-2                 |

##### Finali perse (8)
| Legenda tornei minori |
| Challenger (6)        |
| Futures (2)           |

| Nº | Data              | Torneo                             | Superficie     | Avversario in finale    | Punteggio     |
| 1. | 19 marzo 2017     | Spain F7, Jávea                    | Terra rossa    | Pedro Cachín            | 3-6, 3-6      |
| 2. | 12 novembre 2017  | Morocco F5, Béni Mellal            | Terra rossa    | Laurynas Grigelis       | 1-6, 2-6      |
| 3. | 27 ottobre 2019   | Hamburg Challenger, Amburgo        | Cemento indoor | Botic van de Zandschulp | 3-6, 7-5, 1-6 |
| 4. | 23 agosto 2020    | Internazionali Città di Todi, Todi | Terra rossa    | Yannick Hanfmann        | 3-6, 3-6      |
| 5. | 7 febbraio 2021   | Open de Quimper, Quimper           | Cemento indoor | Brandon Nakashima       | 3-6, 4-6      |
| 6. | 10 settembre 2022 | Copa Sevilla, Siviglia             | Terra gialla   | Roberto Carballés Baena | 3-6, 6(6)–7   |
| 7. | 16 luglio 2023    | Iași Open, Iași                    | Terra rossa    | Hugo Gaston             | 6-3, 0-6, 4-6 |
| 8. | 7 aprile 2024     | Sánchez-Casal Cup, Barcellona      | Terra rossa    | Nick Hardt              | 4-6, 6-3, 2-6 |

#### Doppio

##### Vittorie (1)
| Legenda tornei minori |
| Challenger (0)        |
| Futures (1)           |

| Nº | Data           | Torneo              | Superficie  | Compagno         | Avversari in finale                          | Punteggio |
| 1. | 3 ottobre 2015 | Spain F31, Sabadell | Terra rossa | Viktor Durasovic | Juan Samuel Arauzo Martinez Jean-Marc Werner | 6-4, 6-1  |

##### Finali perse (2)
| Legenda tornei minori |
| Challenger (0)        |
| Futures (2)           |

| Nº | Data            | Torneo                    | Superficie  | Compagno                 | Avversari in finale               | Punteggio   |
| 1. | 7 marzo 2015    | Egypt F8, Sharm el-Sheikh | Terra rossa | Louis Tessa              | Scott Clayton Richard Gabb        | 2-6, 4-6    |
| 2. | 7 novembre 2015 | Tunisia F30, El Kantaoui  | Cemento     | Samuel Ribeiro Navarrete | Felipe Cunha Silva Joao Domingues | 6-74-7, 1-6 |